# Ерготаксио Лудиа
Ерготаксио Лудиа (на гръцки: Εργοτάξιο Λουδία, катаревуса: Εργοτάξιον Λουδία) е село в Република Гърция, дем Александрия, област Централна Македония.

## География
Селото е разположено на 3 km североизточно от Плати, на железопътната линия на 10 m надморска височина.

## История
Селото се появява след Втората световна война, като в него живеят работници по регулацията на река Колудей (Лудиас). В превод името означава Строителна площадка на Колудей.
| Година    | 1913 | 1920 | 1928 | 1940 | 1951 | 1961 | 1971 | 1981 | 1991 | 2001 | 2011 | 2021 |
| --------- | ---- | ---- | ---- | ---- | ---- | ---- | ---- | ---- | ---- | ---- | ---- | ---- |
| Население |      |      |      |      | 161  | 166  | 40   | 279  | 8    | 0    | 1    |      |